# Michel Heßmann
Michel Heßmann (Münster, 6 april 2001) is een Duits wegwielrenner. Hij rijdt sinds 2025 voor Movistar Team. In 2020 werd hij met de Duitse ploeg Europees kampioen gemengde ploegenestafette.

## Carrière
Op de Europese kampioenschappen wielrennen 2020 reed hij bij de beloften naar een vierde plek op de individuele tijdrit. In de gemengde ploegenestafette bij de elite, werd hij kampioen, samen met Lisa Brennauer, Mieke Kröger, Lisa Klein, Miguel Heidemann en Justin Wolf.
In Le Samyn 2022 liet Heßmann zich actief zien, maar moest na een val de koers met een sleutelbeenbreuk verlaten.
In augustus 2023 werd Heßmann door Jumbo-Visma op non-actief geplaatst na een positieve dopingcontrole buiten competitie.
In januari 2024 werd het in Duitsland gebruikelijke strafrechtelijke onderzoek geseponeerd. Er bleek zo'n geringe hoeveelheid diureticum aangetroffen te zijn in de urine, dat er een reële kans is dat Heßmann een vervuild medicijn heeft genomen en zijn onschuld aannemelijk is.
De Duitse anti-doping autoriteit NADA onderschreef de vermoedelijke vervuiling van een medicijn zoals paracetamol, maar vond ook dat het risico van het nemen van zo'n medicijn bij de renner ligt. Heßmann kreeg in juni de kortst mogelijke schorsing van vier maanden. Hierop ging het WADA in beroep tegen de uitspraak van het NADA, omdat ze een zwaardere straf eisten. Vervolgens hebben advocaten van Heßmann een schikking getroffen met het WADA. Heßmann mag op 14 maart 2025 weer uitkomen in professionele wedstrijden.

## Persoonlijk
In 2019 deed Heßmann een universitaire studie Economie.

## Palmares
2018
 Duits kampioen tijdrijden, junioren
2019
2e etappe Trophée Centre Morbihan, junioren
Eindklassement Trophée Centre Morbihan, junioren
2020
 Europees kampioen gemengde ploegenestafette
2021
 Duits kampioen tijdrijden, beloften
 Duits kampioenschap op de weg, beloften
 bergklassement Vredeskoers-GP Jeseniky U23
1e etappe Kreiz Breizh, ploegentijdrit met Jumbo-Visma Development Team (van Veenendaal, Geleijn, Ballerstedt, Tim en Mick van Dijke)
2022
5e etappe Ronde van de Toekomst, ploegentijdrit met team  Duitsland (Lührs, Steinhauser, Wilksch, Engelhardt en Keup)

## Resultaten in voornaamste wedstrijden
| Jaar | Ronde van Italië | Ronde van Frankrijk | Ronde van Spanje |
| ---- | ---------------- | ------------------- | ---------------- |
| 2021 |                  |                     |                  |
| 2022 |                  |                     |                  |
| 2023 | 33e              |                     |                  |
| 2024 |                  |                     |                  |
| 2025 |                  |                     |                  |

| Jaar | Amstel Gold Race | Luik-Bast.‑Luik | Waalse Pijl | Parijs-Tours |  | WK op de weg |
| ---- | ---------------- | --------------- | ----------- | ------------ |  | ------------ |
| 2021 |                  |                 |             | 66e          |  |              |
| 2022 |                  |                 | 134e        |              |  |              |
| 2023 |                  | 41e             |             |              |  | opgave       |
| 2024 |                  |                 |             |              |  |              |
| 2025 | opgave           |                 | 72e         |              |  |              |

### Resultaten in kleinere rondes
| Jaar | UAE Tour | Ronde van Catalonië | Ronde van Romandië | Ronde van Polen |
| ---- | -------- | ------------------- | ------------------ | --------------- |
| 2021 |          |                     |                    |                 |
| 2022 |          |                     | 107e               | 63e             |
| 2023 | 42e      | 117e                |                    |                 |

## Ploegen
- 2020 –  Jumbo-Visma Development Team
- 2021 –  Jumbo-Visma Development Team
- 2022 –  Jumbo-Visma
- 2023 –  Jumbo-Visma
- 2024 –  Visma-Lease a Bike
- 2025 –  Movistar Team vanaf 15 januari[7]

Affini · Benoot · Bouwman · Dekker · Dennis · Dumoulin (tot 15/8) · Eenkhoorn · Foss   · Gesink · Harper · Hessmann · Hofstede · Kooij · Kruijswijk · Kuss · Laporte · Leemreize · Oomen · Roglič   · Roosen · Teunissen · Vader · Van Aert · Van der Sande · M. van Dijke · T. van Dijke · Van Emden · Van Hooydonck · Vingegaard · Gloag (stagiair)
Affini · Benoot · Bouwman · Dennis · Foss   · Gesink · Gloag · Hessmann · Hofstede · Kelderman · Kooij · Kruijswijk · Kuss · Laporte  · Leemreize · Oomen · Roglič   · Roosen · Tratnik · Vader · Valter · Van Aert · van Baarle · Van der Sande · M. van Dijke · T. van Dijke · Van Emden · Van Hooydonck · Vingegaard
Affini · Benoot · Bouwman · Gesink · Gloag · Hagenes · Heßmann · Jorgenson · Kelderman · Kooij · Kruijswijk · Kuss · Laporte  · Lemmen · Staune-Mittet · Tratnik · Tulett · Uijtdebroeks · Vader · Valter · Van Aert · van Baarle · van Belle · Van der Sande · M. van Dijke · T. van Dijke · Vermote · Vingegaard